# Колониални колежи
Колониалните колежи са наричани 9 висши училища в САЩ, основани в колониалния период от историята на днешната държава – преди обявяването на независимост (1776) от Съединените щати.
Групата не включва училища, основани преди тази дата, но без статут на висши училища или разрешение да дават степени за висше образование преди 1776 г.
7 от тях влизат в състава на т.нар. Бръшлянова лига – организация на някои от най-престижните днес частни американски висши училища, а именно:
- Университет „Браун“,
- Йейлски университет,
- Колумбийски университет,
- Пенсилвански университет,
- Принстънски университет,
- Харвардски университет и
- Дартмутски колеж.

Университетът „Корнел“ - 8-ият член на лигата, е основан през 1865 г.
В тази Бръшлянова лига на частните училища не влизат други 2 колониални колежа, тъй като вече са обществени:
- Рътгърски университет и
- Вирджински колеж „Уилям и Мери“.

Колежът „Уилям и Мери“ е частен до Гражданската война, после получава известна помощ от държавата и става обществен през 1906 г. Рътгърският университет сменя финансирането си от частно на обществено след Втората световна война.